# Hôtel de ville de Séoul
L'hôtel de ville de Séoul est un bâtiment gouvernemental du Gouvernement Municipal de Séoul (Seoul Metropolitan Government), chargé de l'administration de la ville de Séoul en Corée du Sud. Il est situé à Taepyeongno, à Jung-gu, au cœur de Séoul. Il est relié à la station Hôtel de Ville  sur la Ligne 1 du métro de Séoul, avec une correspondance pour la Ligne 2 de métro à la même station. En face de l'hôtel de ville actuel se trouvent l'ancien hôtel de ville (qui est maintenant la bibliothèque municipale de Séoul) et Seoul Plaza (coréen : 서울광장) ; de l'autre côté de la rue se trouve le palais Deoksugung.

## Histoire

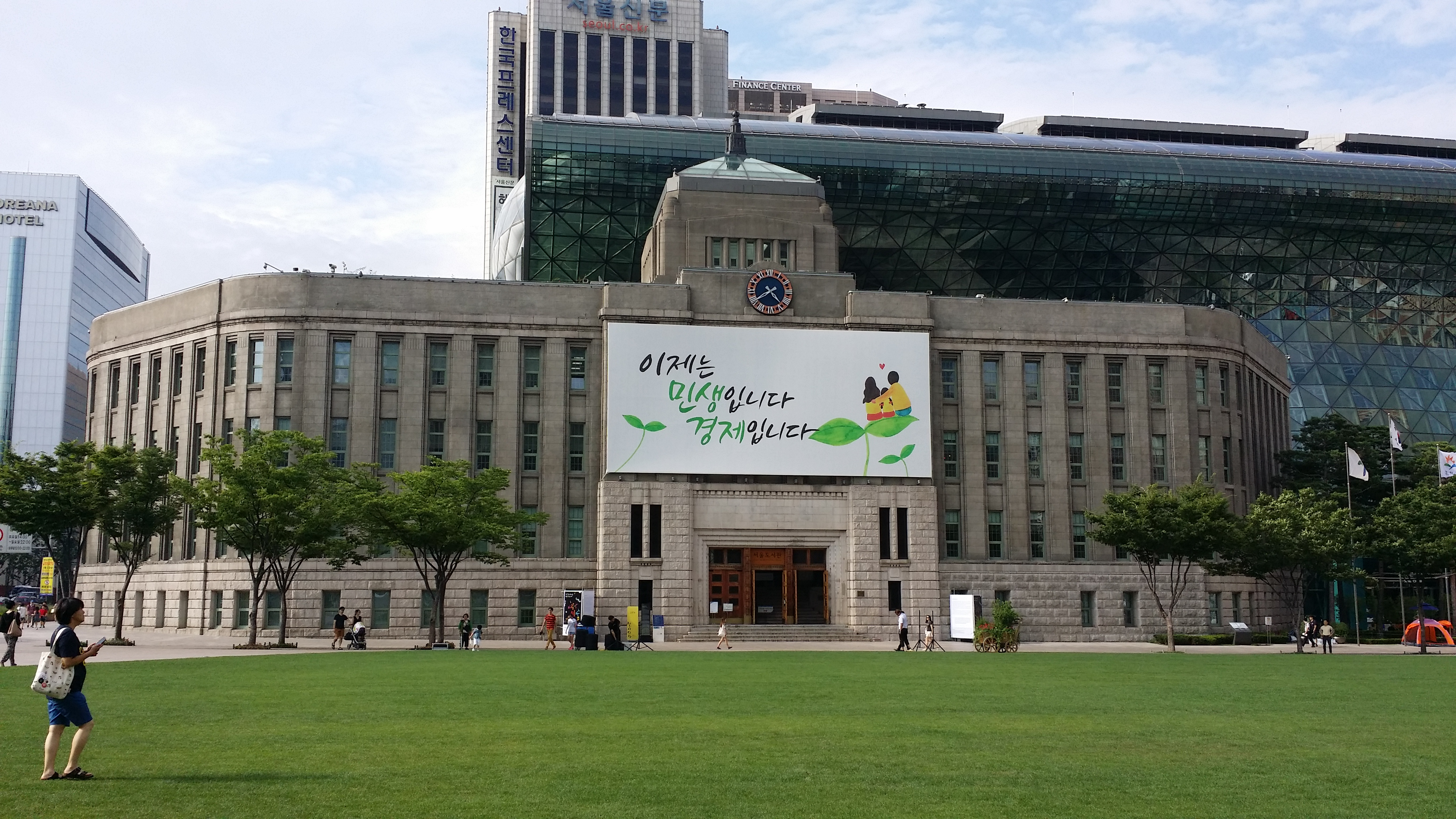
구 서울시청 (l'ancien hôtel de ville de Séoul)

L'ancien hôtel de ville de Séoul était dans ce qui est désormais la Bibliothèque Municipale de Séoul, en face du bâtiment actuel et moderne de l'hôtel de ville de Séoul. L'ancien bâtiment était l'hôtel de ville entre 1945, et la libération de la Corée, et 2008, date de la construction du nouveau bâtiment. Le nouveau bâtiment fut l'objet d'un concours organisé par la ville ; le design choisi fut celui de Yoo Kerl, du cabinet iArc, le 18 février 2008. Yoo déclara : "Les mots-clés du nouveau bâtiment sont traditions, citoyens, futur. J'ai analysé les éléments de faible hauteur, la courbure, et les nuances de couleur des feuilles dans notre architecture traditionnelle, et j'ai appliqué ces éléments au design du bâtiment pour que cela m'évoque un souvenir agréable des choses passées."
Le nouvel hôtel de ville fut ouvert au public le 27 août 2012, et le gouvernement municipal emménagea le 1er septembre. La construction du bâtiment prit 4 ans et 5 mois ; le bâtiment comprend également des salles multi-fonctions et des installations culturelles. Le vieux bâtiment, qui est un monument culturel, a été transformé en bibliothèque, avec une collection de plus de 200 000 livres,.
Le bâtiment est éco-conçu : le double vitrage améliore ses performances énergétiques, et le bâtiment utilise de l'énergie renouvelable (photovoltaïque, solaire thermique et géothermique) pour 28.3% de sa consommation énergétique. Le bâtiment a un mur végétalisé de 1 516 m2, entre le rez-de-chaussée et le 6e étage, qui permet d'éliminer les polluants et réguler la température et l'humidité à l'intérieur du bâtiment ; il est inscrit au Livre Guinness des records comme étant le plus grand jardin vertical au monde.

## Transports en commun
- Hôtel de ville (Séoul)
- Hôtel de ville (Séoul)